# Death in June
Death in June — музыкальный проект английского фолк-музыканта Дугласа Пирса (англ. Douglas Pearce), более известного под сценическим именем Дуглас Пи (англ. Douglas P.). Группа Death in June образовалась в Великобритании в 1981 году в виде трио. В 1985 году большинство участников занялись собственными проектами, а группа превратилась в сольный проект Дугласа Пирса с различными приглашёнными музыкантами, в числе которых успели побывать Дэвид Тибет, Бойд Райс, Джон Мёрфи.

## Стиль группы
На протяжении своего существования стиль Death in June претерпел значительные изменения — от постпанка и индастриала к более мелодичной музыке, близкой по звучанию к фолку. Несмотря на спорность и сомнительную эпатажность Death in June, связанную с эксплуатацией проектом нацистской тематики, группа получила значительную популярность в пост-индастриал-кругах. Благодаря музыке Death in June распространился новый музыкальный стиль — неофолк, в котором и исполнены последние альбомы группы.

### Название группы
По некоторым утверждениям, Death in June получили свое название из-за событий 30 июня 1934 года в Германии, вошедших в историю как «Ночь длинных ножей». Лидер группы Дуглас Пи это отрицает:
Я не расслышал какую-то реплику барабанщика, когда мы записывали самый первый сингл, «Heaven Street», еще как безымянная группа. Я переспросил: «Эээ, что, Death in June?» И в этот момент все, кто был в студии, поняли, что это и станет названием проекта. Постфактум, разумеется, можно придумать любое толкование этих слов — как, собственно, мы и сделали. Но на самом деле они были результатом чистой случайности.

## Дискография

### Альбомы
- The Guilty Have No Pride (6 июня 1983)
- Burial (15 сентября 1984)
- Nada! (12 октября 1985)
- The World That Summer (22 июля 1986)
- Brown Book (30 июня 1987)
- The Wall of Sacrifice (1989)
- Östenbräun (1989) — совместно с Les Joyaux de la Princesse
- 1888 (1990) — сплит с Current 93
- But, What Ends When the Symbols Shatter? (25 августа 1992)
- Rose Clouds of Holocaust (20 мая 1995)
- Death in June Presents: Occidental Martyr (30 ноября 1995)
- Death in June Presents: KAPO! (6 июня 1996)
- Take Care & Control (1 января 1998) — при участии Альбина Юлиуса (Der Blutharsch)
- Operation Hummingbird (13 июня 2000) — при участии Альбина Юлиуса
- All Pigs Must Die (23 ноября 2001)
- Alarm Agents (29 октября 2004) — совместно с Бойдом Райсом
- Free Tibet (3 сентября 2006) — при участии Дэвида Тибета
- The Rule of Thirds (18 марта 2008)
- Peaceful Snow/Lounge Corps (9 ноября 2010)
- The Snow Bunker Tapes (13 марта 2013)
- Essence! (30 ноября 2018)

### Синглы
- Heaven Street (1981)
- State Laughter (1982)
- She Said Destroy (1984)
- Born Again (1985)
- Come Before Christ and Murder Love (1985)
- To Drown a Rose (1987)
- Paradise Rising (1992)
- Cathedral of Tears (1993)
- Sun Dogs (1994)
- Black Whole of Love (1995)
- Kameradschaft (1998)
- Passion! Power!! Purge!!! (1998)
- We Said Destroy (2000)
- Peaceful Snow / The Maverick Chamber (2 августа 2010)
- Peaceful Snow / The Maverick Chamber – Totenpop Versions (8 декабря 2011)